# Ezequiel Montalt
Ezequiel Montalt  (Bonrepòs i Mirambell, Spanyolország, 1977. augusztus 24. –) spanyol színész.

## Élete és pályafutása
Ezequiel Montalt Ros néven született Valencia közelében, Spanyolországban. 
2008-ban A bosszú álarca című teleregényben játszott a Telemundónál. 2011-ben a Dél királynője című tévésorozatban kapott szerepet. Ugyanebben az évben a Los herederos del Monte című teleregényben megkapta Pedro del Monte szerepét.

## Filmográfia
- Emlékezz, Reina! (Reina de Corazones) (2014) - Juan "Rocky" Balboa
- A gonosz álarca (Santa Diabla) (2013) - Jorge "George Milan" Millan
- Rosario – A múlt fogságában (Rosario) (2012) - Daniel Carvajal
- Több mint testőr (Corazón valiente) (2012) - Manuel Flores
- Los herederos del Monte (2011) - Pedro del Monte
- Dél királynője (La reina del sur) (2011) - Jaime "Jimmy" Arenas
- Perro amor (2010) - Juan Monsalve
- Ördögi kör (Más sabe el diablo) (2009) - Christian Acero
- Alma indomable (2009) - Mauricio Lira
- A bosszú álarca (El rostro de Analía) (2008-2009) - Gino
- Valeria (2008) - Angel Romero